# Jean-Claude Delaune
Jean-Claude Delaune, né le 1er mars 1937 à Montivilliers, est un athlète français spécialiste principalement du saut en longueur. Il a effectué son service militaire au Bataillon de Joinville (GSIJ, Groupement sportif interarmées de Joinville) classe 61/2C. 

## Biographie
Ingénieur Arts et Métiers.
Président à plusieurs reprises de la Chambre du Commerce et de l'Industrie de Rochefort.

## Carrière sportive

### Sélections internationales
Sélections en équipe de France .
| Année | Compétition                           | Date     | Lieu   | Épreuve     | Place | Performance | Remarque |
| ----- | ------------------------------------- | -------- | ------ | ----------- | ----- | ----------- | -------- |
| 1960  | Belgique - France Elite               | 19 juin  | Anvers | Longueur    | 4e    | 7,10 m      |          |
| 1960  | Belgique - France Elite               | 19 juin  | Anvers | Triple saut | 5e    | 13,01 m     |          |
| 1961  | France - Belgique Elite               | 18 juin  | Lille  | Longueur    | 1er   | 7,57 m      |          |
| 1961  | France - Pays - Bas Elite             | 6 août   | Dole   | Longueur    | 1er   | 7,52 m      |          |
| 1963  | France - Allemagne de l'Ouest (salle) | 30 mars  | Lyon   | Longueur    | 1er   | 7,50 m      |          |
| 1963  | Jeux de l'Amitié                      | 16 avril | Dakar  | Longueur    | 2e    | 7,70 m      | MPP      |

### Championnats de France
Performances réalisées lors des Championnats de France.
| Année | Épreuve        | Place | Performance | Date            | Lieu                                     | Remarque |
| ----- | -------------- | ----- | ----------- | --------------- | ---------------------------------------- | -------- |
| 1961  | Longueur Elite | 3e    | 7,43 m      | 22 juillet 1961 | Stade olympique Yves-du-Manoir, Colombes |          |
| 1962  | Longueur Elite | 6e    | 7,23 m      | 28 juillet 1962 | Stade olympique Yves-du-Manoir, Colombes |          |

### Bilans nationaux français
Les performances réalisées pendant la carrière sportive,.
| Année | Catégorie | Épreuve          | Rang | Performance | Date     | Lieu   | Remarque |
| ----- | --------- | ---------------- | ---- | ----------- | -------- | ------ | -------- |
| 1960  | Senior    | Saut en longueur | 4e   | 7,38 m      | 1er mai  | Amiens |          |
| 1961  | Senior    | Saut en longueur | 2e   | 7,57 m      | 18 juin  | Lille  |          |
| 1963  | Senior    | Saut en longueur | 1er  | 7,70 m      | 18 avril | Dakar  |          |

### Meilleures performances
Meilleures performances personnelles .
| Année | Catégorie | Épreuve          | Performance | Date     | Lieu  | Remarque |
| ----- | --------- | ---------------- | ----------- | -------- | ----- | -------- |
| 1963  | Senior    | Saut en longueur | 7,70 m      | 18 avril | Dakar |          |
| 1959  | Senior    | Triple saut      | 14,12 m     | 23 avril | Lille |          |